# Собанські
Собанські (пол. Sobańscy) — польський рід. В актах Коронного трибуналу 17 ст. є дрібні шляхтичі Собанські у Великопольщі та Вишогрудському повіті, але невідомо, чи це їх предки.

## Представники
- Войцех, жив за часів короля Августа ІІІ, мав синів Каєтана (мав 6 дітей) і Павла, від чиїх нащадків і «розрісся» рід[1]
  - Каєтан (1722—1798) — підстолій вінницький, регент гродський летичівський,[2] стольник брацлавський, дружина Петронеля Анна з Солецьких
    - Матеуш (1753—1812?), королівський камергер, маршалок шляхти гайсинського повіту, дружина — Текля з Орловських (1773—бл.1799)
      - Ізидор (1791—1847), учень Вищої Волинської гімназії (1810—1813), власник маєтків, дружина — Северина Потоцька, донька сенатора Російської імперії Северина Потоцького і княжни Анни Теофілі Сапєги
        - Артур (1814—1831)

      - Александер Удальрик (1794/бл. 1797—1861) — учасник повстання 1830-31
        - Александер
        - Ізидор

      - Генрик — помер рано парубком

    - Міхал (1755—1832) — співзасновник Чорноморської компанії, діяч Кременецької комісії, «протектор» Вищої Волинської гімназії, дружина — Вікторія з Орловських (нар. 23/25.12.1772, Ясенівці[3] коло Золочева), сестра Теклі, донька галицького підчашого Анджея Орловського та Аґнешки з Коморовських, після весілля проживали в Ободівці
      - Людвік Анджей Матеуш[4] (1791—1837) — маршалок шляхти Ольгопольського повіту, дружина — графиня Ружа Тереза з Лубенських, мали 4 дітей
        - Текля (1830—1838), померла в дитинстві
        - Пауліна Вікторія (1824—1914) — дружина Адольфа Боженця-Єловицького (1809—1891)
        - Антоніна Марія Розалія (1825—1902), чоловік — граф Северин Францішек Ян Дрогойовський, капітан Війська Польського (1816—1894)
        - Фелікс Гілярій Міхал Людвік (1833, Ладижин—1913, Париж[5]), граф, власник маєтку в Ободівці,[6] дружина графиня Емілія з Лубенських
          - Міхал Марія (1858—1934), граф, дружина — графиня Людвіка Марія з Водзіцьких (1857—1944)
            - Фелікс (1890—1965)[7], граф, дружина — графиня Зофія Марія з Квілецьких (1890—1933)
              - Марія Ядвіга (1914—2007), чоловік — Антоній Маньковський (1907—1951)
              - Людвіка Марія (1915-2006), чоловік — граф Альфред Марія "Будрис" Тишкевич-Логойський (1913—2008)
              - Ружа Марія (1917—1968), 1-й чоловік — Роман Францішек Хлаповський (1906—1939), 2-й чоловік — граф Кароль Людвік Луітпольд Орловський (1914—1990)
              - Ґабріеля Марія Барбара (1918—1999), чоловік — граф Ксаверій Францішек Марія Красицький (1911—1999)
              - Міхал (1919—1984), граф, дружина — княжна Наталія з Любомирських (1923—2015)
                - Марек (8.5.1945-2014), граф, дружина — Рената з Лопушанських (нар. 1943)
                  - Міхал Єжи Рафал (нар.1975)[8], граф, дружина — Ельжбета Марія Оділь Кайо (нар. 1972)
                    - Фелікс Адам Єжи (нар. 2005), граф

            - Антоні Мар'ян Генрик (1898—1941)

          - Казімеж Марія Францішек (1859, Василівка—1909), нумізмат, дружина — Марія Зоф'я Теодозія з Ґурських, дітей не мали
          - Вікторія (нар. 1861), дружина Фелікса Плятера-Зиберка

      - Ґотард (пом. 1841), учень Кременецького ліцею, учасник листопадового повстання, отримав 6 років казематів, вбитий власним слугою, який взнав про отримання ним від матері значної суми
      - Октавіан
      - Міхаліна, дружина Людвіка Гіжицького з Грицева
      - Антоніна
      - Ідалія Аделайда (1808—1891), дружина Ігнація Вільгельма Плятера (1791—1854)

    - Геронім, дружина — Кароліна, донька Адама Вавжинця Жевуського
      - Гонората Констанція
      - Казімеж (1832—1888), дружина Потуліцька
        - Владислав (1877, Сумівка-1943)

  - Павел
    - Піус
      - Пйотр, дружина — Гортенсія Боженець Єловицька, донька Вацлава; мав 5 доньок
        - Юлія, дружина Росновського
        - Ядвіга (1830—1900, Шпанів[9]) — дружина князя Карла Андрія Радзивілла зі Шпанова (1821—1886;[10] нащадок Домініка Миколая Радзивілла)

- Міхал Евстахій (1837—1878), власник маєтку у Хоменках (Подільська губернія)
  - Теодор Оскар (1877—1933)
    - Міхал Казімеж (1902, Зведенівка—1943) — католицький діяч

- Казімеж